# Constantin Zăiceanu
Constantin Zăiceanu este un fost senator român în legislatura 1992-1996 ales în județul Botoșani pe listele partidului FDSN. În iulie 1993, Constantin Zăiceanu a devenit membru PDSR. Constantin Zăiceanu a fost membru în comisia pentru administrația publică, organizarea teritoriului și protecția mediului.  

## Legaturi externe
- Constantin Zăiceanu Arhivat în 23 august 2016, la Wayback Machine. la cdep.ro